# Міхаела Камбей
Міхаела Камбей (рум. Mihaela Valentina Cambei, нар. 18 листопада 2002) — румунська важкоатлетка, срібна призерка Олімпійських ігор 2024 року, чемпіонка Європи.

## Результати
| Рік              | Місце                      | Вага             | Ривок            | Ривок            | Ривок            | Ривок            | Поштовх          | Поштовх          | Поштовх          | Поштовх          | Загалом          | Місце            |
| Рік              | Місце                      | Вага             | 1                | 2                | 3                | Місце            | 1                | 2                | 3                | Місце            | Загалом          | Місце            |
| Олімпійські ігри | Олімпійські ігри           | Олімпійські ігри | Олімпійські ігри | Олімпійські ігри | Олімпійські ігри | Олімпійські ігри | Олімпійські ігри | Олімпійські ігри | Олімпійські ігри | Олімпійські ігри | Олімпійські ігри | Олімпійські ігри |
| ---------------- | -------------------------- | ---------------- | ---------------- | ---------------- | ---------------- | ---------------- | ---------------- | ---------------- | ---------------- | ---------------- | ---------------- | ---------------- |
| 2024             | Париж, Франція             | до 49 кг         | 89               | 91               | 93               | Н/Д              | 106              | 110              | 112              | Н/Д              | 205              | 2                |
| Чемпіонат світу  |                            |                  |                  |                  |                  |                  |                  |                  |                  |                  |                  |                  |
| 2022             | Богота, Колумбія           | до 49 кг         | 86               | 89               | 90               | 2                | 104              | 107              | 108              | 8                | 194              | 4                |
| 2023             | Ер-Ріяд, Саудівська Аравія | до 49 кг         | 90               | 94               | 94               | 3                | 105              | 108              | 108              | 9                | 195              | 5                |
| Чемпіонат Європи |                            |                  |                  |                  |                  |                  |                  |                  |                  |                  |                  |                  |
| 2021             | Москва, Росія              | до 49 кг         | 80               | 84               | 84               | 4                | 96               | 100              | 102              | 2                | 180              | 3                |
| 2023             | Єреван, Вірменія           | до 49 кг         | 85               | 90               | 92               | 1                | 100              | 103              | 106              | 1                | 198              | 1                |
| 2024             | Софія, Болгарія            | до 49 кг         | 85               | 90               | 95               | 1                | 100              | 105              | 109              | 1                | 199              | 1                |